# Горожанская, Людмила Николаевна
Людмила Николаевна Горожанская (бел. Людміла Мікалаеўна Гаражанская; род. 17 июня 1970, Брестская область) — белорусская велогонщица, выступавшая на треке. Участница летних Олимпийских игр 1996 года, бронзовый призёр чемпионата мира 1994 года.

## Биография
Людмила Горожанская родилась 17 июня 1970 года в Брестской области (сейчас в Белоруссии).
В 1994 году завоевала бронзовую медаль чемпионата мира по трековому велоспорту в Палермо в гонке по очкам и заняла 21-е место в индивидуальном спринте.
В 1996 году заняла 7-е место в чемпионате России в омниуме.
В том же году вошла в состав сборной Белоруссии на летних Олимпийских играх в Атланте. В гонке по очкам заняла 6-е место, набрав 11 очков и уступив 13 очков завоевавшей золото Натали Лансьен из Франции.
В 1997 году участвовала в чемпионате мира в Перте. Заняла 10-е место в гонке по очкам.
Дважды становилась призёром этапов Кубка мира в гонке по очкам: в 1995 году в Токио и в 1997 году в Трекслертауне.